# Università Iuav di Venezia
Die Università Iuav di Venezia (kurz IUAV) ist eine staatliche Universität in Venedig, Italien. Sie wurde 1926 als Istituto Universitario di Architettura di Venezia als eine der ersten Architekturschulen in Italien gegründet. Die Universität bietet derzeit verschiedene Studiengänge in Architektur, Stadtplanung, Mode, Kunst und Design an.
Sie ist eine Design-Hochschule mit den Schwerpunkten Lehre, Forschung und Praxis in der Gestaltung von Lebensräumen und -umgebungen (Gebäude, Stadt, Landschaft und Territorium) sowie in der Gestaltung von Gebrauchsgegenständen, von Mode und von Grafik. Es gibt auch neuere Kurse in Bildende Kunst, Theater und Darstellende Kunst sowie Multimedia-Events.

## Überblick

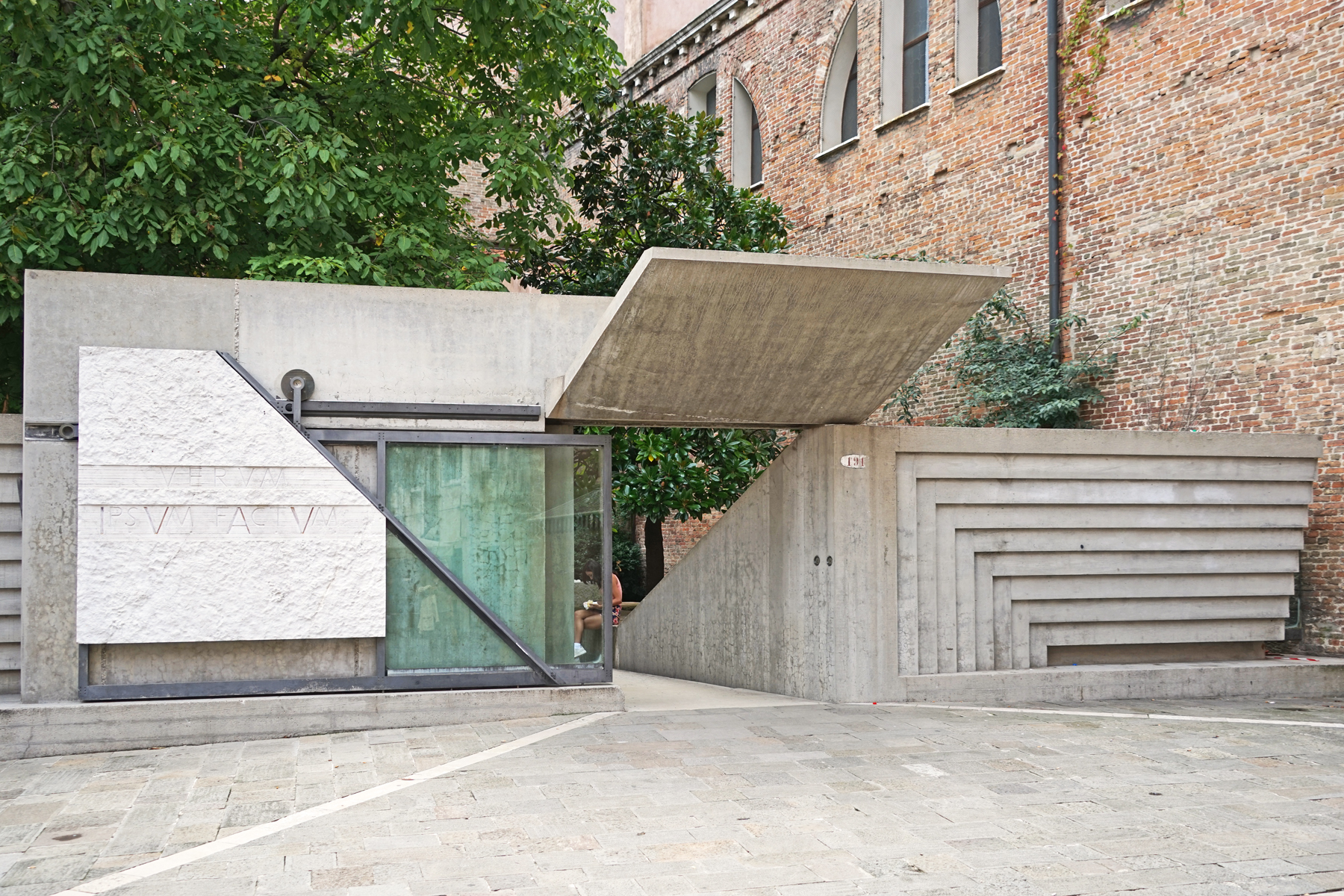
Haupttor des Tolentini-Gebäudes, Sitz der Università Iuav di Venezia (Iuav-Universität Venedig), entworfen von Carlo Scarpa

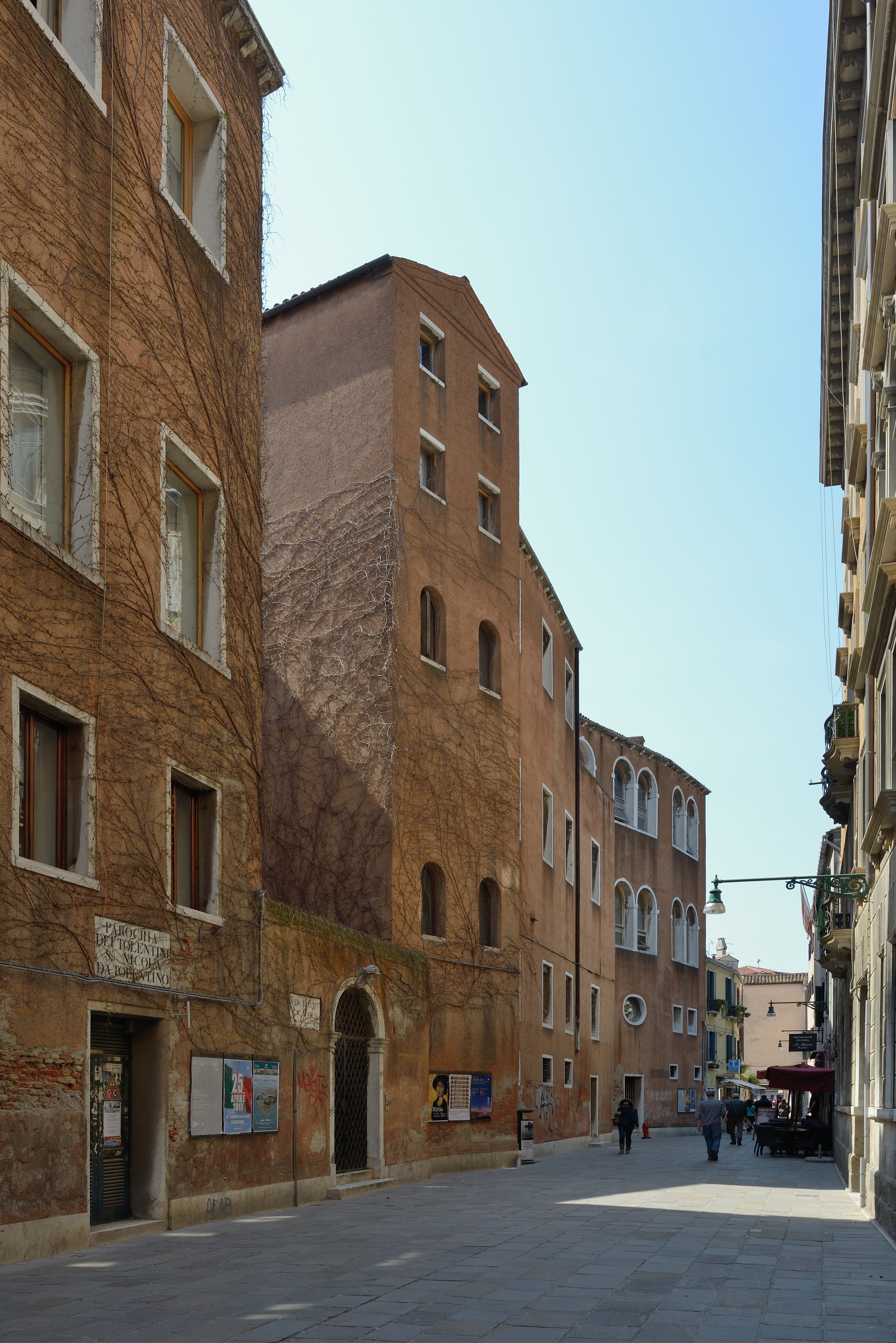
Fakultät für Architektur und Hauptsitz der Università Iuav di Venezia in der Calle Amai S. Croce

Die Institution wurde 1926 als Istituto Universitario di Architettura di Venezia von Giovanni Bordiga, dem damaligen Präsidenten der Akademie der bildenden Künste, gegründet und hat ihren Ursprung in der Gründung des Spezialkurses für Architektur im Jahr 1923 an der Accademia di belle arti di Venezia. Sie war die erste reine Architekturschule in Italien. Neben den Fakultäten für Architektur und Stadt- und Regionalplanung gibt es die Fakultät für Design und Kunst (seit 2001) und die Fakultät für Projektkultur (seit 2008); 2012 erfolgte die Neuorganisation mit der Abteilung für Architekturbau und -erhaltung, die Abteilung für Kultur des Projekts und die Abteilung für Design und Planung in komplexen Umgebungen.
Über 4.000 Studierende sind in Bachelor- und Masterstudiengängen sowie Zertifikats- und Doktoratsprogrammen an der IUAV eingeschrieben. Bekannte Gastprofessuren waren unter anderem Le Corbusier, Louis Kahn, Frank Lloyd Wright, Alejandro Aravena, Richard Serra und weitere.
Hauptsitz der Università Iuav di Venezia ist die alte Baumwollfabrik von Santa Marta sowie im Palazzo Ca’ Tron, dem ehemaligen Konventsgebäude von San Nicola da Tolentino in Venedig und weiteren. Rektoren waren Giovanni Bordiga (1926–1929), Guido Cirilli (1929–1943), Giuseppe Samonà (1943–1971), Carlo Scarpa (1971–1974), Carlo Aymonino (1974–1979), Valeriano Pastor (1979–1982), Paolo Ceccarelli (1982–1991), Marino Folin (1991–2006), Carlo Magnani (2006–2009), Amerigo Restucci (2009–2015), Alberto Ferlenga (2015–2021); seit 2021 ist Benno Albrecht Rektor der Iuav.

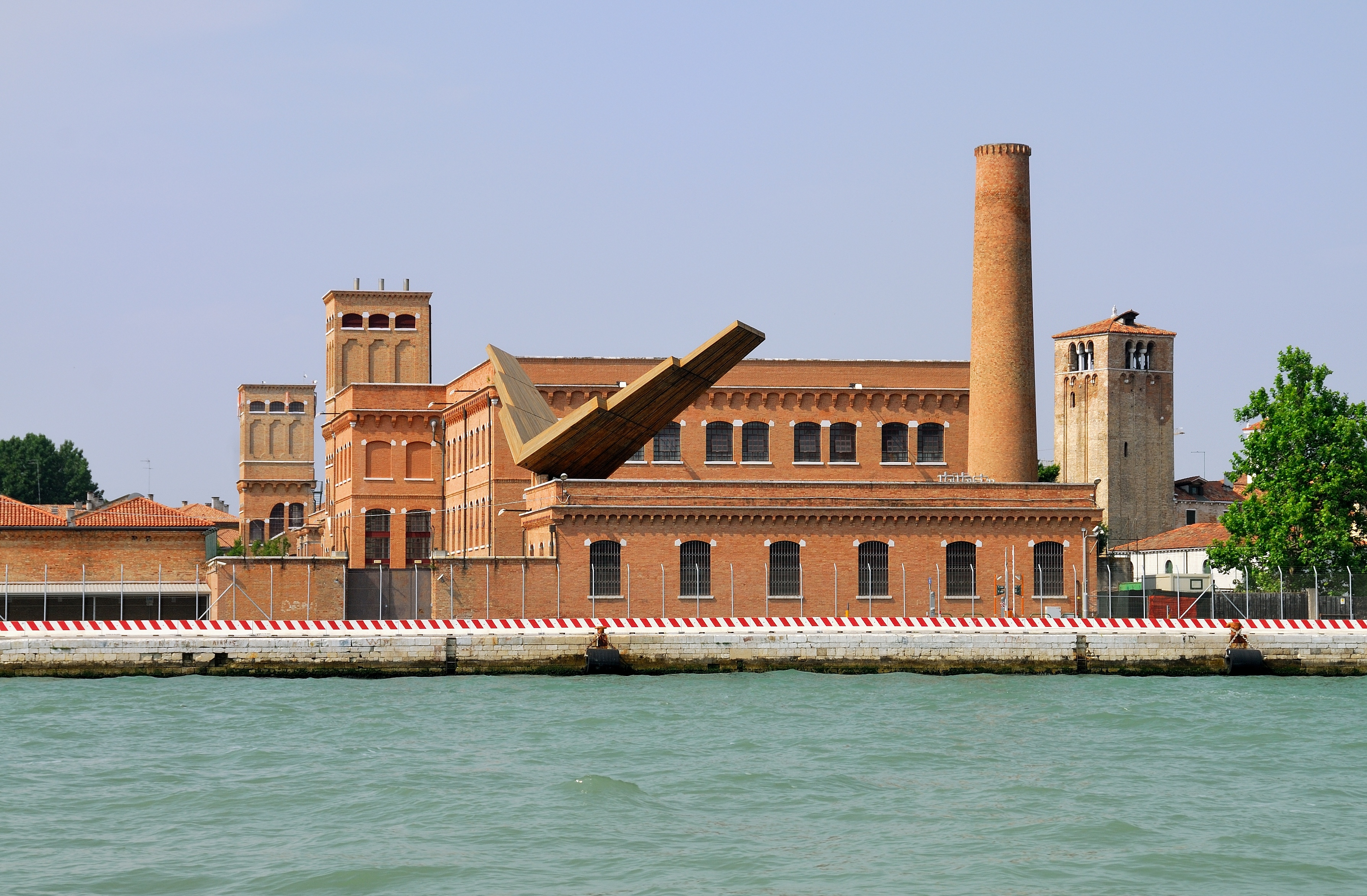
Hauptsitz der Università Iuav di Venezia
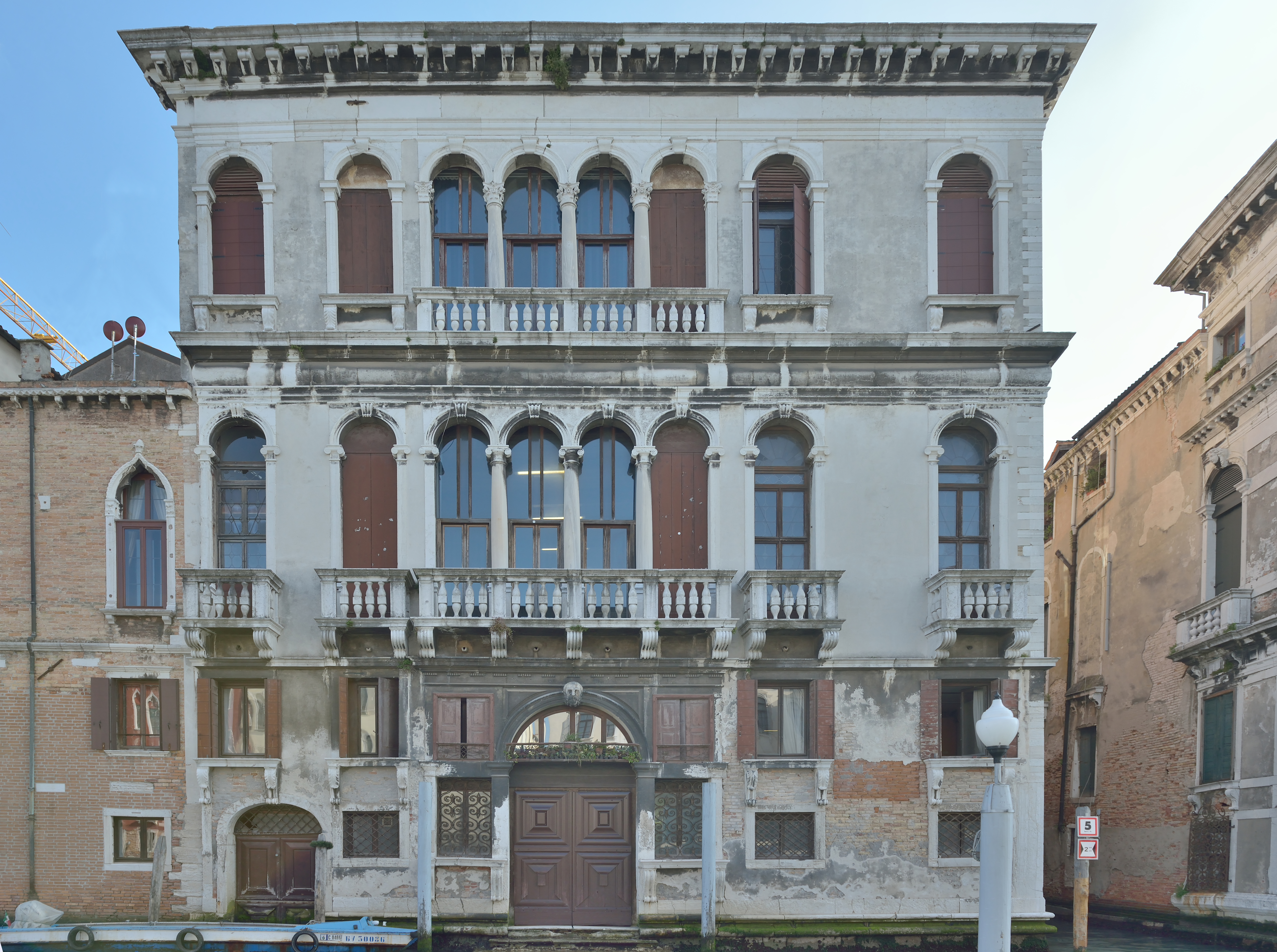
Fakultät für Architektur im Palazzo Ca’ Tron
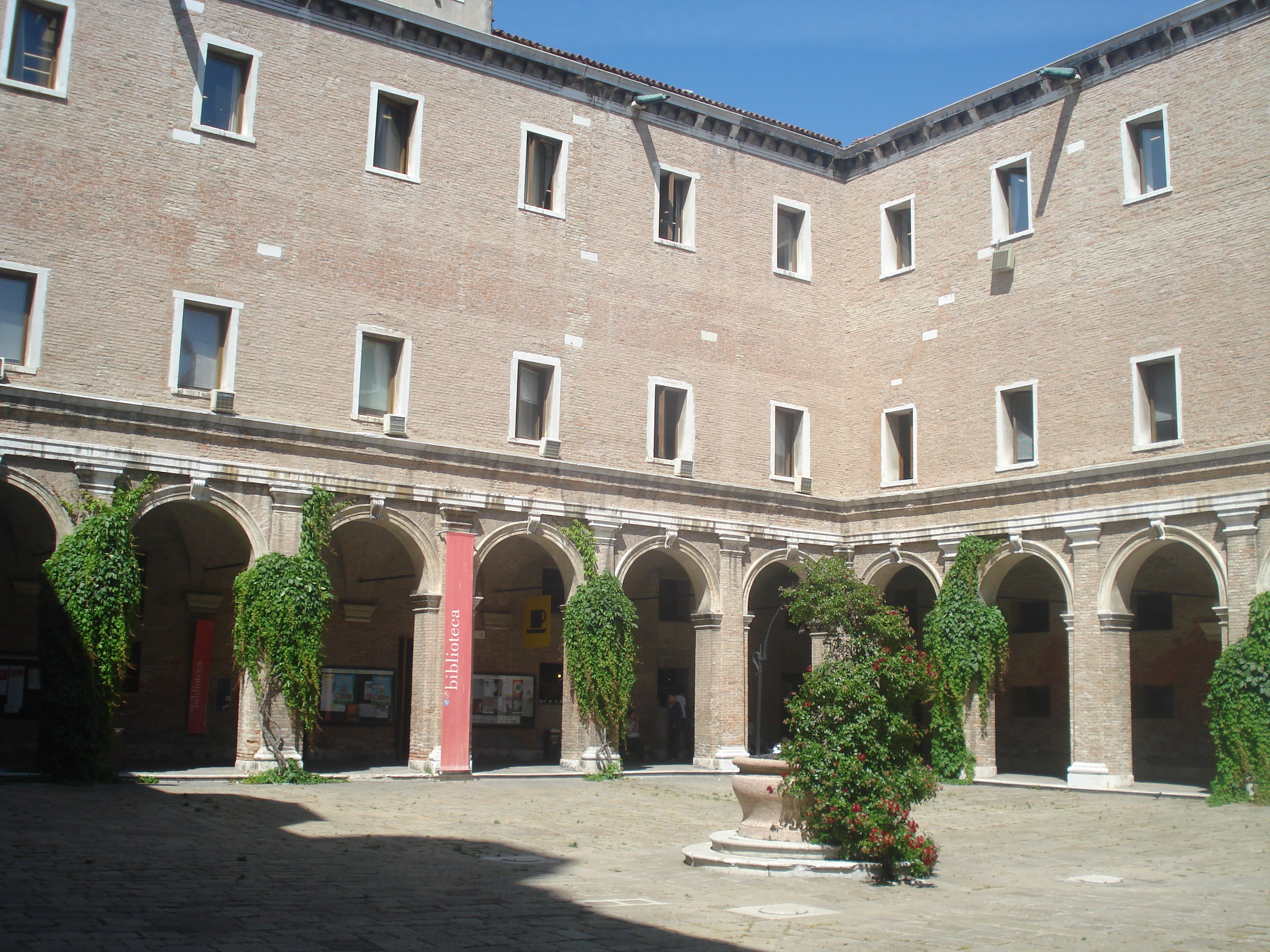
Fakultät für Design und Kunst
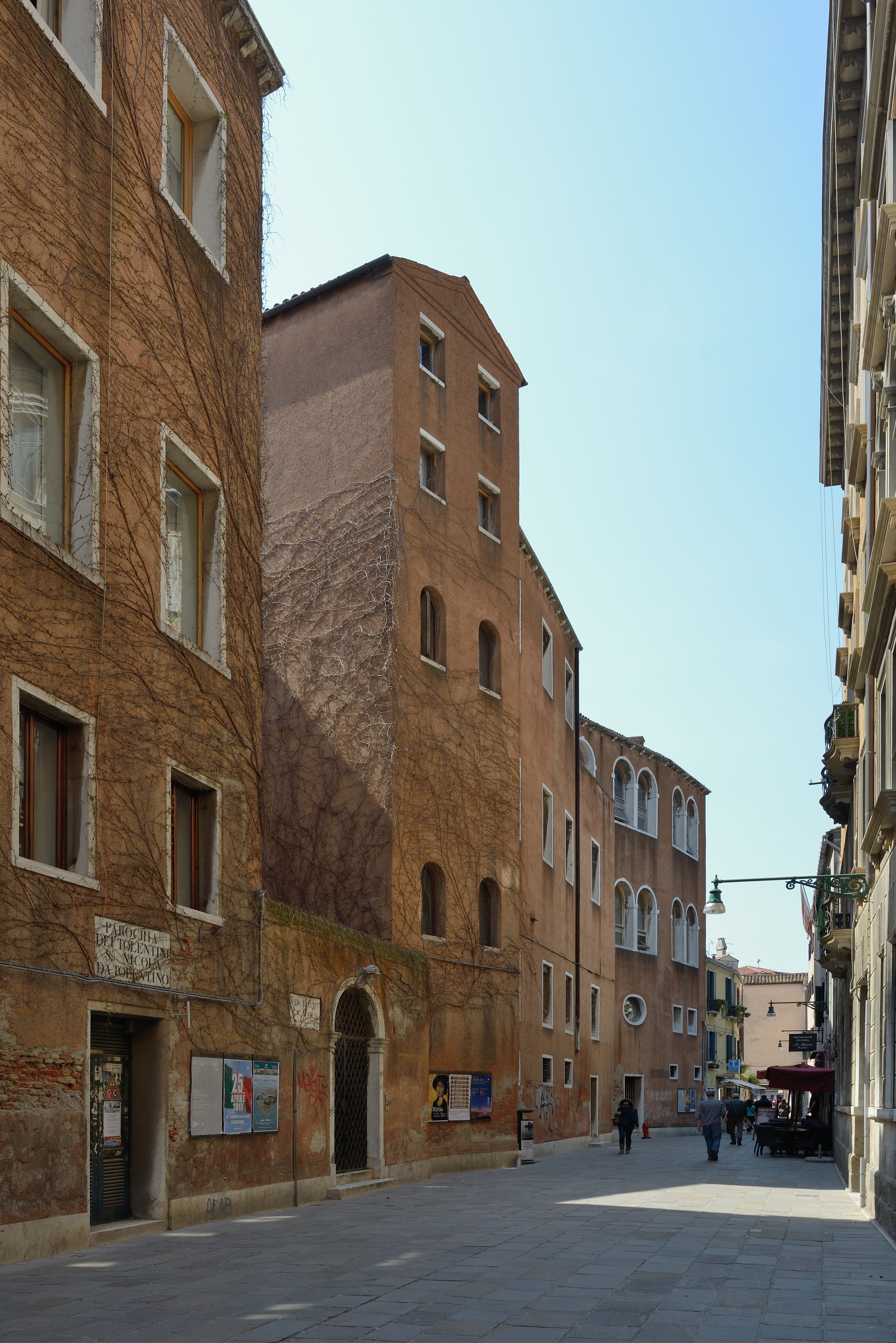
Fakultät für Architektur in der Calle Amai S. Croce

## Reputation und Ranking

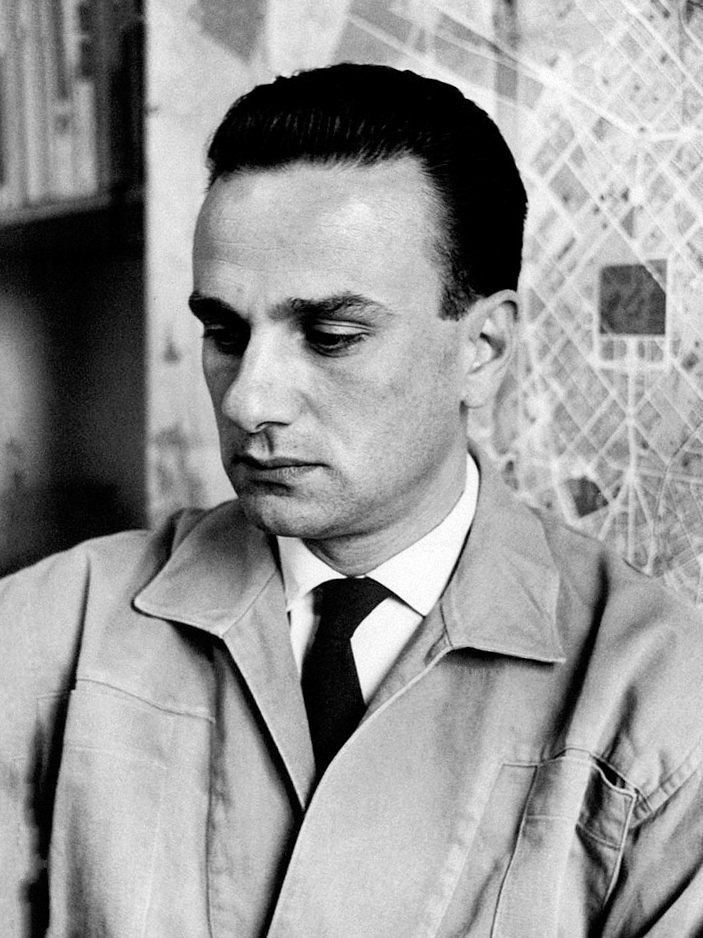
Giancarlo De Carlo in den 1950er Jahren

Viele Experten aus den Bereichen Architektur, Planung, Design und Kunst sowie Künstler sind Teil der Geschichte der Universität, darunter: Le Corbusier, Louis I. Kahn, Frank Lloyd Wright, Carlo Scarpa, Carlo Aymonino, Manfredo Tafuri, Vittorio Gregotti, Gino Valle, Aldo Rossi, Giovanni Astengo, Giancarlo De Carlo, Tadao Ando und Richard Serra.
Das Iuav hat Vereinbarungen mit wichtigen italienischen und ausländischen Kulturinstitutionen, Museen und Universitäten wie La Biennale di Venezia, Teatro La Fenice, Palazzo Grassi, Musei Civici Veneziani, Triennale di Milano, Parsons School of Design, MIT, Illinois Institute of Technology, University of New South Wales und Tongji University. Mit all diesen Institutionen sind Iuav-Studenten regelmäßig verbunden.
Ab 2020 gehört die Università Iuav di Venezia laut QS World University Rankings zu den 100 besten Universitäten der Welt im Bereich Architektur, sie konnte sich um rund hundert Positionen verbessern, von Platz 151–200 (2018) auf Platz 51–100 (2019 und 2020). Eine Verbesserung von etwa 100 Positionen, die Iuav Architekturkurse unter den besten in der Welt und weitgehend erste in Italien für die Wachstumsintensität platziert.
Seit 2019 ist die Iuav unter den besten 150 Universitäten der Welt im Bereich Kunst und Design auf dem Bericht des QS World University Rankings für die besten Kunst- und Design-Universitäten für die Jahre 2019 und 2020.
Außerdem wurde sie als eine der besten Architekturuniversitäten in Europa im Domus' Guide to Europe's Top 100 Schools of Architecture and Design gelistet, die in ganz Europa ausgewählt wurden.
Auf nationaler Ebene belegte die Iuav laut La Repubblica-CENSIS University Rankings (2017) den 2. Platz hinter der Polytechnikum Mailand (PoliMi) und gefolgt von der Politecnico di Torino (PoliTo), die nach den Klassifizierungs- und Bewertungsparametern der italienischen Polytechnischen Hochschulen bewertet wurde. Während im La Repubblica-CENSIS-Ranking 2020 für die besten Architekturfakultäten 2019–2020 für die dreijährigen Studiengänge die Iuav (110 Punkte) den ersten Platz belegte – auch im Hinblick auf die Karriereentwicklung und die internationalen Beziehungen –, gefolgt von der Universität Sassari (104,5 Punkte) und Camerino (99,5 Punkte). Das Polytechnikum von Turin und Mailand liegen auf den Plätzen fünf und sechs (95 und 94 Punkte).

### Bemerkenswerte Alumni

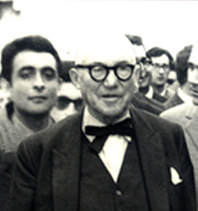
Abbas Gharib und Le Corbusier, April 1965, University Iuav di Venezia, Italien

- Carlo Scarpa (Architekt, 1906–1978)
- Giancarlo De Carlo (Architekt, Stadtplaner und Architekturtheoretiker, Gewinner der RIBA Royal Gold Medal (1993) 1919–2005)
- Bruno Morassutti (Architekt, 1920–2008)
- Massimo Vignelli (Designer, 1931–2014)
- Costantino Dardi (Architekt, 1936–1991)
- Abbas Gharib (Architekt, 1942)
- Mario Botta (Architekt, 1943)
- Franco Stella (Architekt, 1943)
- Francesco Dal Co (Historiker-Architekt, 1945)
- Marco Frascari (Architekt und Architekturtheoretiker, 1945–2013)
- Valeriano Pastor (Architekt 1955, Direktor des Istituto Universitario di Architettura Iuav von 1979 bis 1982)
- Renato Rizzi (Architekt und Universitätsprofessor, 1955)
- Stefano Boeri (Architekt, 1956)
- Luigi Brugnaro (Bürgermeister von Venedig seit 2015, 1963)
- Benedetta Tagliabue (Architektin, 1963)
- Alejandro Aravena[18] (Architekt, Pritzker-Preisträger 2016, 1963)
- Andrea Zanderigo (Architekt und Hochschullehrer, 1974)

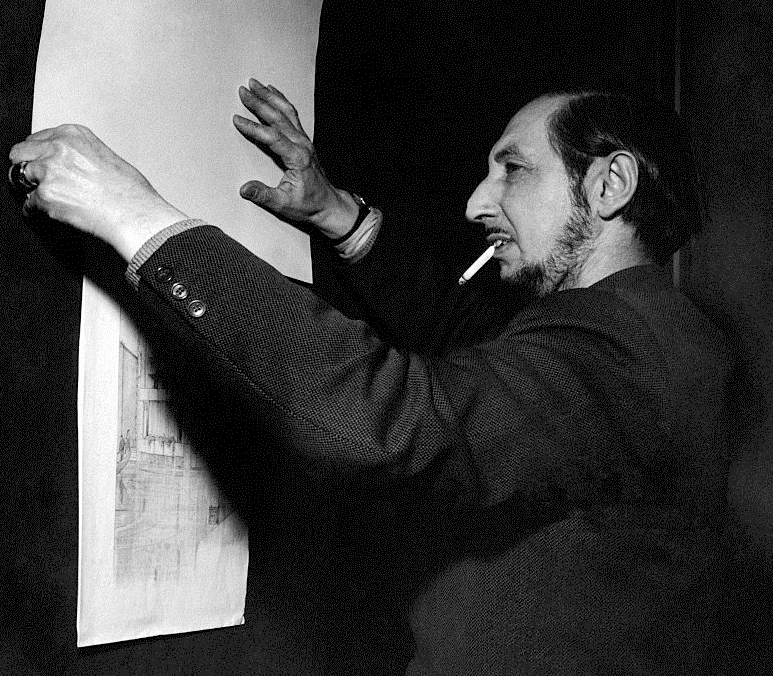
Carlo Scarpa, ein Bewunderer von Frank Lloyd Wright, studiert dessen Zeichnungen in Venedig, 1954.